# Ruumissaari (ö i Lappland, Östra Lappland, lat 66,49, long 28,44)
Ruumissaari är en ö i Finland. Den ligger i sjön Karhujärvi och i kommunen Posio i den ekonomiska regionen  Östra Lapplands ekonomiska region  och landskapet Lappland, i den norra delen av landet, 700 km norr om huvudstaden Helsingfors. Öns area är 0,2 hektar och dess största längd är 100 meter i sydöst-nordvästlig riktning.